# 三好胖
三好 胖（みよし ゆたか）は、幕末期の江戸幕府老中小笠原長行の義弟で、新選組隊士。差図役。

## 生涯
10歳の時に父長泰が没した為、長行に養育された。慶応4年（1868年）5月15日、上野山に彰義隊に唐津藩士9名とともに合流し戦ったが敗北。幕府大学頭林家に身を隠し、8月20日、榎本武揚艦隊の「長鯨」に乗船し江戸を脱出し、会津若松に向かった。ほかの唐津藩士とともに猪苗代口を防衛するが敗れ、友軍は敗走を重ね若松城は落城。奥羽越列藩同盟が崩壊し、旧幕府軍は仙台に到着した榎本艦隊と合流。義兄の長行は榎本に同意して蝦夷地渡航を決意したため、胖も土方歳三率いる新選組に入隊して同行した。
箱館戦争初期の戦い（峠下の戦い）にて唐津藩士10名とともに戦死。享年17。